# Maimuna (violiste)
Majmuna Amadu Murasjko (Wit-Russisch: Маймуна Амаду Мурашко) (Leningrad, 28 mei 1980) beter bekend onder haar artiestennaam Maimuna (Wit-Russisch: Маймуна) is een Wit-Russisch violiste.

## Biografie
Maimuna werd in 1980 geboren uit een Wit-Russische moeder en een Malinese vader in Leningrad, in de toenmalige Sovjet-Unie. Al vrij snel verhuisde het gezin naar Mali, maar toen duidelijk werd dat Maimuna's lichaam niet bestand was tegen de Malinese hitte, verhuisde ze naar haar grootmoeder in het tegenwoordig in Wit-Rusland gelegen Mahiljow. Na enkele jaren piano te hebben gespeeld, koos Maimuna uiteindelijk voor de viool.
Op tweede kerstdag 2014 nam Maimuna samen met Uzari deel aan de Wit-Russische preselectie voor het Eurovisiesongfestival. Met het nummer Time won het duo de nationale finale, waardoor ze samen Wit-Rusland mochten vertegenwoordigen op het Eurovisiesongfestival 2015 in de Oostenrijkse hoofdstad Wenen. Ze haalden echter de finale niet.
2004: Aleksandra & Konstantin · 
2005: Angelika Agoerbasj · 
2006: Polina Smolova · 
2007: Dmitri Koldoen · 
2008: Roeslan Alechno · 
2009: Pjotr Elfimov · 
2010: 3+2 · 
2011: Anastasia Vinnikova · 
2012: Litesound · 
2013: Aljona Lanskaja · 
2014: Teo · 
2015: Uzari & Maimuna · 
2016: Ivan · 
2017: Navi · 
2018: Alekseev · 
2019: ZENA